# Hrvatska ženska odbojkaška reprezentacija
Hrvatska ženska odbojkaška reprezentacija predstavlja državu Hrvatsku u športu odbojci. Hrvatske odbojkašice trostruke su europske doprvakinje (1995., 1997. i 1999.) i dvostruke pobjednice Mediteranskih igara (1993. i 2018.). 

## Pregled
Uspjesi iz devedesetih okrunjeni su nastupom na Olimpijskim igrama u Sydneyu 2000., na kojima je hrvatska reprezentacija izborila četvrtzavršnicu te naposljetku zauzela sedmo mjesto. Zasad je to jedini plasman hrvatskih odbojkašica na Olimpijske igre. Za tri europska srebra i nastup na OI reprezentacija je četiri puta proglašavana ženskom ekipom godine u izboru Sportskih novosti. Također, »zlatni naraštaj« devedesetih izborio je i dva nastupa u Svjetskom kupu u Japanu (četvrte 1995. i osme 1999.).
Nakon OI 2000. reprezentacija upisuje dva nastupa na Svjetskim prvenstvima (2010. i 2014.), a od Europskih prvenstava ne uspijeva se izboriti za nastup samo u Turskoj 2003. Na domaćem terenu 2005. osvajaju 8. mjesto, a u Njemačkoj i Švicarskoj 2013. 5. mjesto, najveći uspjeh od posljednje europske bronce 1999. Najveća postignuća u sljedeća dva desetljeća ostvaruju na Mediteranskim igrama, osvojivši uzastopno tri odličja, uz jedno četvrto mjesto. Nakon sedmogodišnjeg izbivanja, reprezentacije je 2018. ponovno izborila nastup u Europskoj zlatnoj ligi, osvojivši sedmo mjesto. Sljedeće godine, na domaćem terenu, osvajaju srebrno odličje, što ponavljaju 2021. u Bugarskoj.

## Sastavi

### Mediteranske igre 1993.
Nataša Osmokrović, Marija Anzulović, Snježana Mijić, Sergeja Lorber, Slavica Kuzmanić, Barbara Jelić, Vanesa Sršen, Zvjezdana Širola, Gordana Jurcan, Andrea Jurčić, Marija Dujić, Irina Kirilova
Izbornik:

### Europsko prvenstvo 1995.
Irina Kirilova, Elena Čebukina, Barbara Jelić, Slavica Kuzmanić, Snježana Mijić, Vanesa Sršen-Kumar, Gordana Jurcan, Nataša Osmokrović, Dušica Kalaba, Željka Jovičić, Mirjana Ribičić, Tajana Andrić  
Izbornik: Ivica Jelić

### Europsko prvenstvo 1997.
Irina Kirilova, Elena Čebukina, Tatjana Sidorenko, Barbara Jelić, Slavica Kuzmanić, Vanesa Sršen-Kumar, Mirjana Ribičić, Snježana Mijić, ... (necjelovit popis)

Izbornik: Ivica Jelić

### Europsko prvenstvo 1999.
Barbara Jelić, Mia Jerkov, Ana Kaštelan, Slavica Kuzmanić, Nataša Leto, Marija Lihtenštajn, Beti Rimac, Ivana Troha, Maja Poljak, Marijana Ribičić, Ingrid Šišković, Tihana Stipanović

Izbornik: Ivica Jelić

### Svjetsko prvenstvo 2023.
Karla Antunović, Andrea Mihaljević, Ema Strunjak, Božana Butigan, Lea Deak, Lucija Mlinar, Dijana Karatović, Nina Strize, Josipa Marković, Martina Šamadan, Viktoria Ana Trcol, Tia Kovčo, Izabela Štimac, Mirta Freund

Izbornik: Ferhat Akbaş

## Juniorke
Juniorke su na Svjetskom prvenstvu u Osijeku, u kolovozu 2023., natjecanje u skupini završile kao druge. U osmini finala pobjedile su Poljsku (3:2), nakon 140 minuta igre. U četvrtzavršnici izgubile su od Italije (2:3), neporažene od Europskoga prvenstva 2016. Pobjedom nad Brazilom (3:2) i Tajlandom (3:0) osvojile su u konačnici peto mjesto.

## Kadetkinje
Kadetkinje su na Europskom prvenstvu u Srbiji, u srpnju 2023., osvojile broncu, pobijedivši Grčku (3:1). Do poraza od Turske u polufinalu (1:3) imale su sedam uzastopnih pobjeda na prvenstvu.